# Restaurant japonès

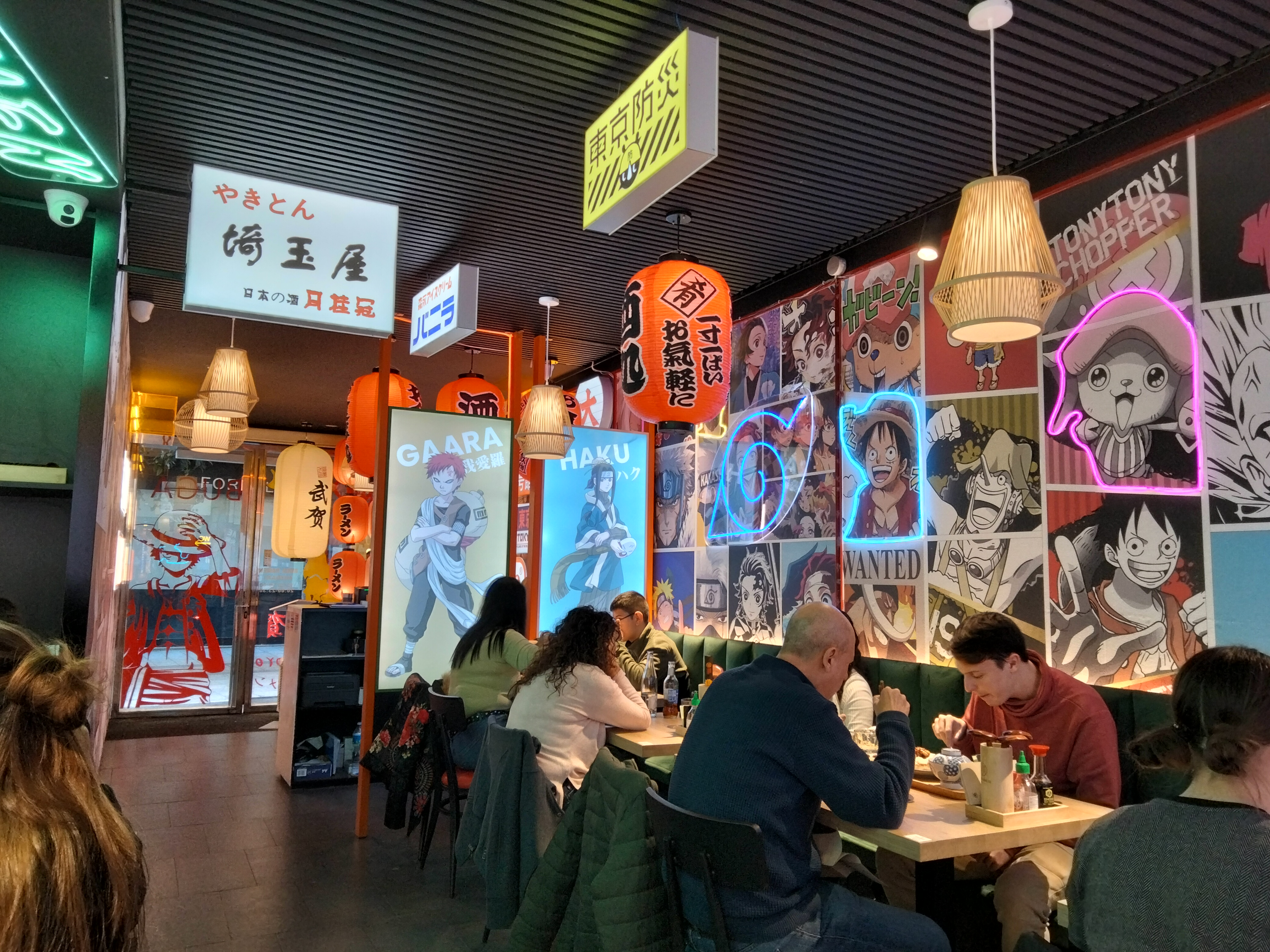
Restaurant de ramen a Sabadell.

Al món occidental, un restaurant japonès o restaurant japonés (en valencià) és un restaurant on se serveixen plats típics del Japó, d'entre els quals se solen destacar el sushi, el ramen i els mochis.

## Història
Els primers restaurants japonesos fora del Japó van sorgir entre el segle xix i el segle xx a l'Àsia oriental (concretament, a Corea, Taiwan i Manxúria) a causa de l'expansionisme de l'Imperi Japonès. Servien tant gastronomia pròpiament japonesa com també cuina de fusió, anomenada yōshoku. Aquests establiments se situaven en zones centrals o de prestigi dins les ciutats i simbolitzaven el poder colonial del Japó, cosa que posteriorment suscitaria lectures postcolonials en els Estats resultants. La seva influència va ser tanta que en la dècada del 1930, menjar en un restaurant japonès era part de la quotidianitat per a la classe mitjana urbana coreana.
A Hong Kong, els restaurants japonesos existien des del final del segle xix, però estaven adreçats als forans japonesos que hi residien, així que no causaven gran interès. Allà no es van popularitzar com a tal fins a la dècada del 1980, arran de la transferència de sobirania del territori del Regne Unit a la República Popular de la Xina, com a forma de distinció de la població de la Xina continental. En canvi, aquests establiments van arribar a Europa en la dècada del 1960, primer regentats per emigrants japonesos i després també per asiàtics d'altres països. A tombants del segle xx, hi van aparèixer els que empraven una cinta transportadora, que van abaratir i democratitzar el sushi. D'altra banda, als Estats Units, es creu que el primer restaurant d'aquesta mena podria haver estat obert el 1887 a San Francisco; al principi depenien d'immigrants xinesos per a funcionar, però després la diàspora japonesa del país va establir el seu propi sistema de producció i distribució.
Al segle xxi, els restaurants japonesos divergeixen molt en preus, ambient i modalitat de negoci. Per exemple, en alguns es demanen ítems de la carta, mentre que en d'altres es demana un menú; i en alguns els clients seuen a la japonesa, arran de terra sobre un coixí, mentre que en d'altres seuen al voltant d'una taula a l'estil europeu.

## Als Països Catalans

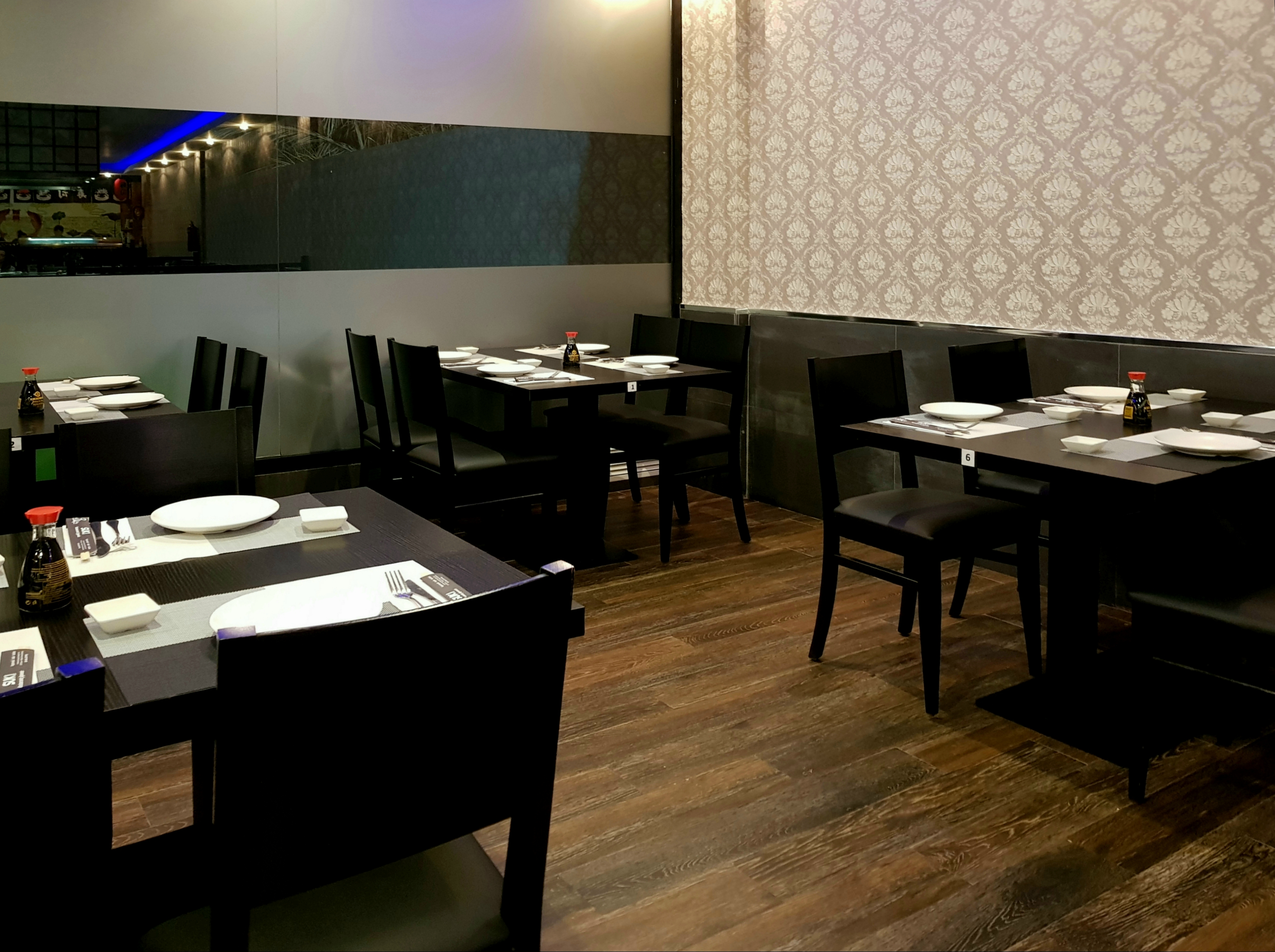
Restaurant japonès a Xàbia.

En principi, el primer restaurant japonès de Barcelona i de tot Catalunya va ser el Tokyo Sushi, obert el 1978 per Minoru Nishiyama al carrer Comtal del barri Gòtic. Al principi, no va tenir gaire èxit entre els catalans perquè els era un menjar desconegut. Tanmateix, al capdavall va triomfar tant que el propietari en va obrir un altre a la Vila de Gràcia, que va tancar durant la pandèmia de la COVID-19. Finalment, el 2024, Akira Nishiyama (fill de Minoru Nishiyama) va clausurar l'original del Gòtic perquè l'edifici s'havia de reformar i trigaria dos anys a reconstruir-se, i ell no es veia amb forces de tornar a obrir el negoci passades les obres. Amb tot, no és clar si el restaurant Yamadori del carrer d'Aribau, contemporani al Tokyo Sushi, hi va ser anterior: el Yamadori afirma haver entrat en funcionament el 1977, mentre que Akira Nishiyama considera que el seu local va iniciar l'activitat primer.
Pel que fa al País Valencià, es considera que el primer restaurant japonès obert a la capital és Tastem, estrenat el 2002 pel valencià Ulisses Menezo. En canvi, en el marc de les Illes Balears, el primer restaurant d'aquesta mena a Menorca va ser el corresponent a l'Hotel Casa Albertí de Maó, que va començar a funcionar l'estiu del 2009.

### Llista dels primers restaurants japonesos als Països Catalans
| Població, comarca o regió | Any  | Nom         | Ref.              |
| ------------------------- | ---- | ----------- | ----------------- |
| Barcelona i Catalunya     | 1977 | Yamadori    | [ 7 ] [ 8 ] [ 9 ] |
| Barcelona i Catalunya     | 1978 | Tokyo Sushi | [ 7 ] [ 8 ] [ 9 ] |
| Tortosa                   | 2017 | Sukomi      | [ 13 ]            |
| Sant Cugat del Vallès     | 2006 | Matsu       | [ 14 ]            |
| Badalona                  | 2011 | Aroma&Kaori | [ 15 ]            |
| Palamós                   | 1999 | La Plata    | [ 16 ]            |
| Mataró                    | 1999 | Nishiki     | [ 17 ]            |
| Manresa                   | 2003 | Sakura      | [ 18 ]            |
| València                  | 2002 | Tastem      | [ 10 ] [ 19 ]     |
| Pallars Sobirà i Pirineu  | 2021 | Wagokoro    | [ 20 ] [ 21 ]     |
| Menorca                   | 2009 | Can Albertí | [ 11 ] [ 12 ]     |